# Zero car
La Zero car o opening car è un'automobile utilizzata nei rally per aprire la strada per le auto da competizione.

## Utilizzo

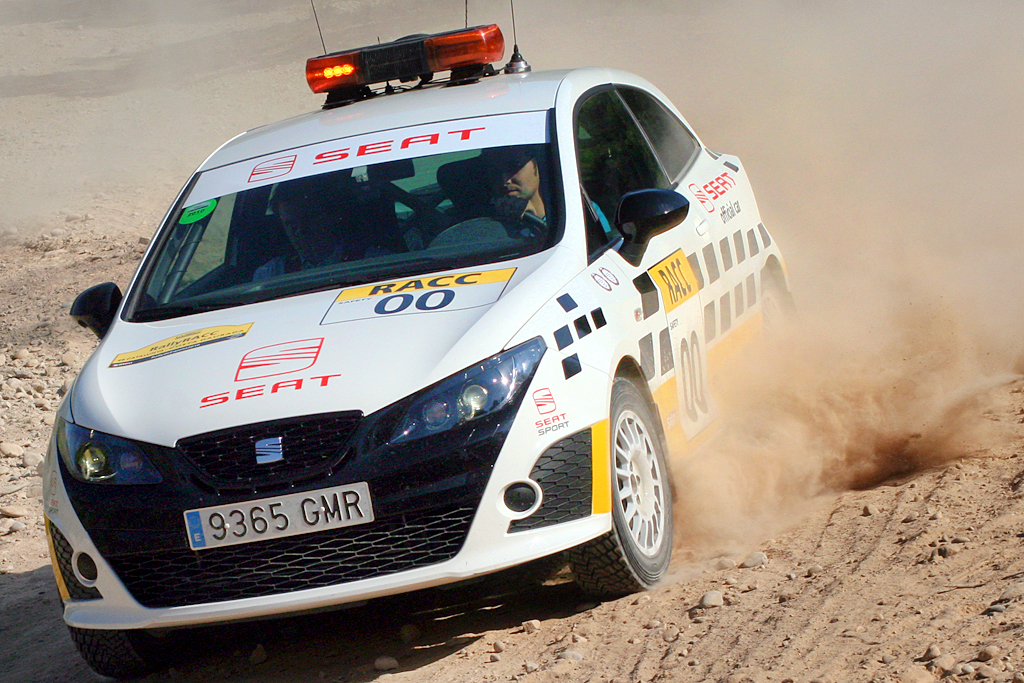
Zero car in azione

Essa sopperisce a vari scopi, in modo che il pubblico non sia sorpreso dalla prima auto e in modo che il suo pilota possa avvisare l'organizzazione se c'è un problema sul percorso.
Le vetture possono essere delle automobili sportive di produzione ordinarie, le vecchie macchine da corsa (che hanno perso l'omologazione o non sono più competitive) o addirittura nuovi modelli (che il produttore vuole verificare prima dell'omologazione). Il conducente e il co-pilota indossano attrezzature di sicurezza ordinarie come gli altri piloti in gara quali caschi e tute ignifughe. La vettura zero è di solito guidata a ritmi quasi di gara.
Le auto zero non dovrebbero essere confuse con l'auto organizzativa o con l'auto di ispezione FIA, che passano anche attraverso la fase speciale prima delle vetture da corsa, ma sono guidate molto più lentamente.